# 達斯汀·約翰遜
達斯汀·約翰遜 （英語：Dustin Hunter Johnson，1984年6月22日—）是一位美國職業高爾夫球運動員。他參加PGA巡迴賽的賽事。在2007年轉為職業選手。約翰遜參加了2010年萊德杯和2011年總統杯的比賽。

## 外部連結
- 官方网站
- 達斯汀·約翰遜在PGA巡迴賽的官方網站
- 達斯汀·約翰遜在男子高爾夫世界排名的官方網站